# Reuzenibis
De reuzenibis (Pseudibis gigantea synoniem: Thaumatibis gigantea) is een vogel uit de familie Threskiornithidae (ibissen en lepelaars). Het is een ernstig bedreigde vogelsoort in Cambodja, Laos en zuidelijk Vietnam. De vogel werd in mei 1876 verzameld aan de oever van de Mekong en in 1877 door Emile Oustalet beschreven.

## Kenmerken
De vogel is 102 tot 106 cm lang en donker van kleur. De volwassen vogel heeft een grijze, onbevederde kop en hals met donkere banden over de kruin en nek.

## Verspreiding en leefgebied
Het voorkomen van deze ibis beperkt zich tot Cambodja, waar de vogel nog redelijk wijd verspreid aanwezig is, maar uiterst zeldzaam. Daarnaast zijn er vogels uit deze zelfde populatie, die in het uiterste zuiden van Laos en sinds 2006 ook in een nationaal park (Yok Don) in Vietnam worden gezien. Vroeger was het verspreidingsgebied veel groter en reikte tot in Thailand. Het leefgebied bestaat uit poelen en overstromingsvlakten in de buurt van half open regenwoud met plankwortelbomen.

## Status

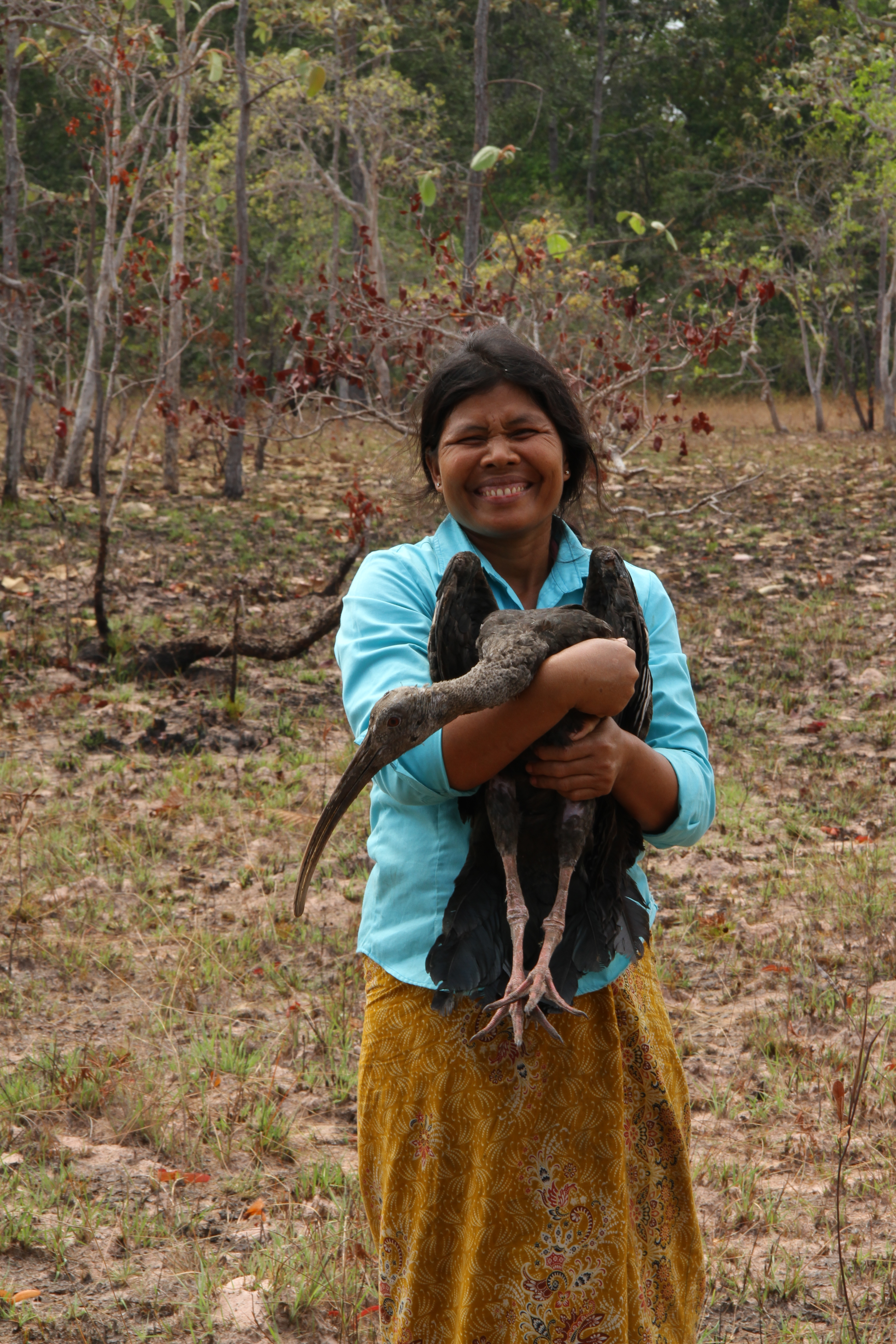
Camodjaanse vrouw met reuzenibis die wordt losgelaten in geschikt habitat

De reuzenibis heeft een beperkt verspreidingsgebied en daardoor is de kans op uitsterven aanwezig. De grootte van de populatie werd op grond van in 2015 gepubliceerd onderzoek door BirdLife International geschat op 290 individuen. Het leefgebied van de vogel wordt aangetast door ontbossing en drooglegging van moerassen. Verder is deze soort zeer gevoelig voor verstoring. Om deze redenen staat deze soort als ernstig bedreigd (kritiek) op de Rode Lijst van de IUCN.
Inmiddels bestaat er in Cambodja een nationaal actieplan voor deze zeldzame soort. De bedoeling is om voor de reuzenibis geschikte gebieden beter te beschermen en daarbij de plaatselijk bevolking te betrekken bij duurzaam beheer van het bos en een betere handhaving van natuurbeschermingswetgeving.